# Preterisme
Preterisme (van het Latijnse praeteritus, "voorbijgegaan" of "verleden tijd") is een opvatting binnen het christendom waarbij de profetieën over de eindtijd, zoals uit het Bijbelboek Openbaring, niet over de toekomst gaan maar allemaal reeds vervuld zijn. Als de vervulling wordt geplaatst in de eerste eeuw na Christus, gaat het over de tijd van de Romeinse keizer Nero en met de Joodse oorlog met de Romeinen. Andere varianten vatten de val van het Romeinse Rijk in de 5e eeuw op als de vervulling van deze profetieën. Volgens de klassieke vormen van christendom zijn weliswaar veel profetieën vervuld (zoals die over de komst van Jezus, het einde van de ballingschap of het herstel van Israël) maar niet alle.

## Bijbelse basis van het preterisme
In het Nieuwe Testament overheerst de overtuiging dat de wederkomst van Jezus nabij was (zie bijvoorbeeld Openbaring 1:1; Romeinen 13:11–12; 16:20). Deze verwachting werd door Jezus en de apostelen op meerdere plaatsen in de evangeliën en brieven expliciet genoemd:
Ik verzeker jullie: sommige van de hier aanwezigen zullen niet sterven voor ze de komst van de Mensenzoon en zijn koninklijke heerschappij hebben meegemaakt.— Matteüs 16:28
Op de vraag van zijn leerlingen naar de periode waarin zijn komst en het einde van de wereld zou vallen (Matteüs 24:3) antwoordde Jezus:
Ik verzeker jullie: deze generatie zal zeker nog niet verdwenen zijn wanneer al die dingen gebeuren.— Matteüs 24:34
Ook Paulus zag zijn generatie als die "tot wie het einde der tijden gekomen is":
Wat hun overkwam had een diepe zin en het werd te boek gesteld als een waarschuwing voor ons, tot wie het einde der tijden gekomen is.— 1 Korintiërs 10:11 (Willibrordvertaling)

## Interpretatiegeschiedenis
Toen alle volgelingen die aanwezig waren toen Jezus zijn uitspraken hierboven deed waren overleden, maar Jezus nog niet was wedergekomen, ontstond de noodzaak tot (her)interpretatie van zijn profetieën.

### Contrareformatie
De eerste systematische, preteristische beschouwing was Vestigatio arcani sensus in Apocalypsi, gepubliceerd in 1614 en geschreven door de jezuïet Luis De Alcasar gedurende de contrareformatie. Een van de eerste protestanten die deze visie aannam, was Hugo de Groot.
Moses Stuart merkte op dat Alcasars preteristische interpretatie van onschatbare waarde was voor de Rooms-Katholieke Kerk gedurende de strijd met het protestantisme. In diverse historicistische interpretaties die ontstonden in de periode van de Reformatie werd "Babylon", "de grote stad" en "grote hoer" uit Openbaring 14-18 namelijk gezien als een profetische afbeelding van "Rome" (de Rooms-Katholieke Kerk / het pausdom). Mede door deze tegenstelling vond het preterisme in eerste instantie weinig ingang in protestantse kringen.
Tegen het einde van de 18e eeuw raakte de preteristische interpretatie meer ingeburgerd. De eerste volledig preteristische protestantse uiteenzetting werd in 1730 geschreven door de Fransman Firmin Abauzit: Essai sur l'Apocalypse. Abauzit was een bibliothecaris in de destijds onafhankelijke protestantse republiek Genève. Dit maakte onderdeel uit van een groeiende ontwikkeling van een meer systematisch-preteristische interpretatie van Openbaring.

### Moderne tijd
Een bekende hedendaagse vertegenwoordiger van (een gematigde variant van) het preterisme is de Anglicaanse nieuwtestamenticus Tom Wright.